# 1003 (numero)
Milletré (1003) è il numero naturale dopo il 1002 prima del 1004.

## Proprietà matematiche
- È un numero dispari.
- È un numero composto con 4 divisori: 1, 17, 59, 1003. Poiché la somma dei suoi divisori (escluso il numero stesso) è 77 < 1003, è un numero difettivo.
- È un numero semiprimo.
- È parte delle terne pitagoriche (472, 885, 1003), (1003, 1596, 1885), (1003, 8496, 8555), (1003, 29580, 29597), (1003, 503004, 503005).
- È un numero palindromo nel sistema di numerazione posizionale a base 3 (1101011).
- È un numero congruente.
- È un numero malvagio.

## Astronomia
- 1003 Lilofee è un asteroide della fascia principale del sistema solare.

## Musica
- 1003 è il numero delle donne in Ispagna amate dal Don Giovanni dell'opera di Mozart nella celebre aria Madamina, il catalogo è questo.